# 크리스티언 쉬미드
크리스티언 쉬미드(Kristian Schmid, 1974년 11월 28일 ~ )는 오스트레일리아의 배우, 영화배우, 텔레비전 배우이다.
질롱에서 태어났다.

## 영화
- 나이트메어 앤 드림스케이프 (2006년)
- 부두 라군 (2006년)
- 헤라클레스 (2005년)
- 그레이트 레이드 (2005년)
- 잃어버린 세계 (1999년)
- 올 세인츠 (1998년)